# 101年後
「101年後」（ひゃくいちねんご）は、hinacoの2枚目のシングル。2010年8月4日発売。発売元はrhythm zone。

## 収録曲
1. 101年後
  - 作詞：hinaco／作曲・編曲：イワツボコーダイ
  - TBS系列『COUNT DOWN TV』7月度エンディングテーマ
2. 僕の話、聞いてくれる？ 
  - 作詞：hinaco／作曲・編曲：イワツボコーダイ
3. 101年後（planetarium version） 
  - 作詞：hinaco／作曲・編曲：イワツボコーダイ